# Cristalândia do Piauí
Cristalândia do Piauí é um município brasileiro no extremo sul do estado do Piauí.

## História
O município foi pela lei estadual nº 2.352, de 5 de dezembro de 1962, desmembrado de Corrente. Instalado em 29 de dezembro do mesmo ano.

## Geografia
Localiza-se em Cristalândia do Piauí o ponto extremo sul do Piauí, a nascente do Riacho Serrito na Chapada da Limpeza (a 60 metros de altitude). Suas coordenadas geográficas são: 10º 53′ 05″ de latitude Sul e 45º 04′ 31″ de longitude Oeste em relação ao Meridiano de Greenwich.

## Localização
O município localiza-se a uma latitude 10º39'11" sul e a uma longitude 45º11'06" oeste, estando a uma Altitude de 469 metros. Sua População estimada no censo de 2010 era de 7 831 habitantes.
O rio Palmeira corta o município.
| Noroeste: Barras                    | Norte: Corrente       | Nordeste: Corrente        |
| Oeste: Formosa do Rio Preto (BA)    |                       | Leste: Corrente           |
| Sudoeste: Formosa do Rio Preto (BA) | Sul: Sebastião Barros | Sudeste: Sebastião Barros |

## Religião
| Religião       | %    |
| -------------- | ---- |
| Catolicismo    | 90,9 |
| Protestantismo | 8,4  |
| Sem religião   | 0,7  |